# Michael Hoffmann (Mediziner)
Michael Hoffmann (* 12. Juni 1976 in Essen) ist ein deutscher Orthopäde, Unfallchirurg und Sportmediziner sowie Professor für Unfallchirurgie und Orthopädie an der medizinischen Fakultät der Universität Hamburg.

## Werdegang
Michael Hoffmann studierte Humanmedizin an der Ruprecht-Karls-Universität (Ruperto Carola) Heidelberg von 1997 bis 2003 und wechselte in seinem praktischen Jahr an das Haukeland Universitätsklinikum Bergen, Norwegen. Er promovierte 2003 an der medizinischen Fakultät der Universität Heidelberg zum Thema Die Korrelation arthrotischer Veränderungsprozesse zwischen magnetresonanztomographischer und histologischer Diagnostik unter Therapie mit Glucosaminsulfaten. Eine tierexperimentelle Studie mit dem Modell nach Pond und Nuki. In den Jahren von 2004 bis 2005 arbeitete Hoffmann als Assistenzarzt im Department of Trauma and Orthpaedic Surgery des Royal Infirmary University Hospital im schottischen Edinburgh und wechselte im Anschluss bis 2006 an das Department of Trauma and Orthopaedic Surgery des Borders General Hospital in Melrose, Schottland. Von 2006 bis 2008 setzte er seine Ausbildung als Rotationsassistent in der Klinik für Orthopädie der Schön Klinik Neustadt in Holstein fort und wechselte 2008 in die Klinik für Unfall-, Hand- und Wiederherstellungschirurgie des Universitätsklinikums Hamburg-Eppendorf. Nach Erlangung des Facharztes für Orthopädie und Unfallchirurgie im Jahre 2010 war er zwischen 2012 und 2015 als Oberarzt im Universitätsklinikum Hamburg-Eppendorf tätig. In den Jahren 2009 bis 2011 absolvierte er einen Masterstudiengang zum Master of Business Administration (MBA) und beendete diesen mit einer Master-Thesis zum Thema Neue strategische und operative Konzepte im deutschen Krankenhausmarketing. 2012 habilitierte die medizinische Fakultät der Universität Heidelberg Michael Hoffmann mit dem Thema Identifikation und Analyse von Prädiktoren erhöhter Polytrauma-Mortalität: Entwicklung eines neuen Trauma-Scores. 2016 übernahm Hoffmann die Chefarzt-Position der Klinik für Orthopädie und Unfallchirurgie an der Schön Klinik Neustadt in Holstein. 2018 wurde ihm eine außerplanmäßige Professur (APL) durch die Universität Hamburg verliehen. 2020 wurde ihm die Leitungs- und Chefarzt-Position der Klinik für Unfallchirurgie, Orthopädie und Sportorthopädie der Asklepios Klinik St. Georg in Hamburg übertragen.

## Klinische und wissenschaftliche Schwerpunkte
Die komplexe rekonstruktive Chirurgie insbesondere von Erkrankungen und Verletzungen des Schulter- und Kniegelenks bildet den Fokus der persönlichen klinischen und wissenschaftlichen Tätigkeit von Michael Hoffmann. Dazu zählen:

### Schultergelenk
- Verletzungen der Rotatorenmanschette
- Verletzungen der Schulterpfanne (Glenoid)
- Instabiltäten des Schultergelenks mit knöchernen Brüchen und weichteiligen Verletzungen
- Frakturen des proximalen Oberarms
- Endoprothetische Rekonstruktion bei schwerer Arthrose, unfallbedingten Gelenkschäden oder Brüchen um eine bereits implantierte Prothese

### Kniegelenk
- Kreuzbandverletzungen und Kniegelenkluxationen mit arthroskopischer Rekonstruktion der Kreuzbandebene (vorderes und hinteres Kreuzband)
- Meniskus- und Knorpelschäden
- Korrekturen bei Pathologien der Patella (Kniescheibenverrenkungen)
- Beinachsenfehler (Korrektur von O- oder X-Bein-Fehlstellungen)durch Osteotomien
- Umstellungsosteotomien um das Knie bei Arthrose eines Kompartments
- Endoprothetik bei schwerer allgemeiner Arthrose des Kniegelenkes

Michael Hoffmann entwickelte im Rahmen seiner operativen Tätigkeit elektromagnetische Navigationsgeräte für arthroskopische Verfahren in der Knie-, Schulter- und Sprunggelenkchirurgie, deren Genauigkeit er im Rahmen von wissenschaftlichen Studien evaluierte und ist Mitinhaber von entsprechenden Patenten.
Ein weiterer klinischer und wissenschaftlicher Schwerpunkt seiner Abteilung im Asklepios St. Georg in Hamburg ist die Versorgung von Schwerstverletzten (Polytrauma). Hoffmann entwickelte mit der Eppendorf-Cologne-Scale einen neuartigen Score zu deren Beurteilung: Wissenschaftliche Untersuchungen zeigten eine signifikant höhere Vorhersagegenauigkeit für das Vorliegen einer Schädel-Hirn-Verletzung (SHT) sowie der Sterblichkeit (Mortalität) im Vergleich zur Glasgow-Coma-Scale. 2012 erhielt Hoffmann für dieses Projekt den Guenther-Haenisch-Forschungspreis.

### Sportmedizin
Von 2022 bis 2025 war Hoffmann im Rahmen seiner sportmedizinischen Tätigkeit Mannschaftsarzt des Profikaders beim Bundesliga-Erstligisten Handball-Sport-Verein-Hamburg (HSVH). Ebenfalls von 2022 bis 2025 war Hoffmann Verbandsarzt des deutschen Nationalteams Beachvolleyball des deutschen Volleyball-Verbands (DVV)
Für besonderes Verständnis beim Leistungssport tragen Hoffmanns eigene Erfahrungen mit sportlichen Aktivitäten im Ausdauersportbereich bei.

### Wissenschaftliche Repräsentation
Hoffmann publiziert in seinem Fachgebiet international und ist sowohl auf nationalen als auch internationalen Kongressen präsent und als Spezialist auf medizinischen Plattformen gelistet. Er war von 2014 bis 2017 im Trauma Komitee der Arbeitsgemeinschaft für Arthroskopie (AGA) und ist seit 2023 Mitglied im Komitee Öffentlichkeitsarbeit der Deutschen Kniegesellschaft (DKG).
Als Mediziner ist er Ansprechpartner für digitale Medien: Blogs, online-Artikel, digitale Sprechstunden und Buch-Co-Autor.

### Ausgewählte Zusatzqualifikationen und Mitgliedschaften
- ATLS Provider (seit 2005)
- Sportmedizin (seit 2008)
- Spezielle Unfallchirurgie (seit 2012)
- Arthroskopeur der Arbeitsgemeinschaft für Arthroskopie (AGA)
- Hauptoperateur im Endoprothesenzentrum der Maximalversorgung (EndoCert, 2019)
- AGA-Instruktor (2021)
- AGA Faculty Member (2023)
- Zertifizierter Kniechirurg der Deutschen Kniegesellschaft (DKG) (seit 2023)

### Mitgliedschaft orthopädisch-unfallchirurgischer Fachgesellschaften
- Deutsche Gesellschaft für Orthopädie und Unfallchirurgie (DGOU)
- Deutsche Kniegesellschaft (DKG)
- Arbeitsgemeinschaft für Arthroskopie (AGA)
- Osteosynthesis and Trauma Care (OTC)
- Verband Leitender Orthopäden und Unfallchirurgen (VLOU)
- Vereinigung Norddeutscher Chirurgie e.V. (NDCH)